# Itiquira
Itiquira est une municipalité brésilienne située dans l'État du Mato Grosso.